# Juncus semisolidus
Juncus semisolidus är en tågväxtart som beskrevs av Lawrence Alexander Sidney Johnson. Juncus semisolidus ingår i släktet tåg, och familjen tågväxter. Inga underarter finns listade i Catalogue of Life.